# Bernadets (Pirineos Atlánticos)
Bernadets es una comuna francesa de la región de Aquitania en el departamento de Pirineos Atlánticos. Se sitúa a quince kilómetros al norte de Pau.
El topónimo Bernadets fue mencionado por primera vez en el año 1030 con el nombre de Bernedet.

## Demografía
| 209 | 203 | 219 | 223 | 224 | 229 | 210 | 213 | 199 | 204 | 210 | 215 | 189 | 207 | 192 | 193 | 176 | 174 | 188 | 181 | 177 | 157 | 161 | 178 | 142 | 144 | 149 | 136 | 185 | 303 | 534 | 519 | 505 |
| Para los censos de 1962 a 1999 la población legal corresponde a la población sin duplicidades (Fuente: INSEE [Consultar]) |     |     |     |     |     |     |     |     |     |     |     |     |     |     |     |     |     |     |     |     |     |     |     |     |     |     |     |     |     |     |     |     |